# Kearny (New Jersey)
Kearny – miasto w Stanach Zjednoczonych, w stanie New Jersey, w hrabstwie Hudson. Według spisu ludności z roku 2010, w Kearny mieszka 40 684 mieszkańców. Mieściła się tu stocznia Federal Shipbuilding and Drydock Company.